# Hestiasula phyllopus
Hestiasula phyllopus es una especie de mantis de la familia Hymenopodidae.

## Distribución geográfica
Se encuentra en Sumatra en la isla de Mentawai, Java y  Borneo.